# Gabriel Girón
Gabriel Óscar Girón Villareal (Monterrey, 27 febbraio 1988) è un cestista messicano.

## Carriera
Con il Messico ha disputato tre edizioni dei Campionati americani (2015, 2017, 2022).

## Palmarès
- Campionato messicano: 1

Fuerza Regia: 2021